# Sérgio Sasaki
Sérgio Yoshio Sasaki Júnior (São Bernardo do Campo, 31 de março de 1992) é um ex ginasta brasileiro que competiu em provas de ginástica artística.

## Carreira
Em sua primeira participação em Olimpíadas, nos Jogos Olímpicos de Londres 2012, fez história na ginástica artística brasileira, ao se tornar o primeiro representante do país a chegar em uma final no individual geral em uma competição olímpica. Sasaki, que havia se classificado para as finais do individual geral com a 11ª maior pontuação, conseguiu finalizar a prova em 10º lugar dentre os 24 ginastas participantes. Em 29 de julho de 2016, ás vésperas do início dos Jogos Olímpicos do Rio de Janeiro foi anunciada sua contratação pelo Club de Regatas Vasco da Gama.

## Principais resultados
| Ano  | Evento                                    | AA              | Equipe          | Solo            | Cavalo com alças | Argolas           | Salto sobre a mesa | Barras paralelas | Barra fixa      |
| ---- | ----------------------------------------- | --------------- | --------------- | --------------- | ---------------- | ----------------- | ------------------ | ---------------- | --------------- |
| 2009 | Pan-Americano Juvenil                     | Medalha de ouro | Medalha de ouro | Medalha de ouro | 7°               | Medalha de bronze | Medalha de ouro    | Medalha de ouro  | 4°              |
| 2009 | Campeonato Mundial de Ginástica Artística | 19º             |                 |                 |                  |                   |                    |                  |                 |
| 2010 | Jogos Sul-Americanos                      |                 | Medalha de ouro |                 |                  |                   | Medalha de prata   |                  |                 |
| 2011 | Jogos Pan-Americanos                      | 21°             | Medalha de ouro |                 | 7°               |                   |                    | 5°               |                 |
| 2012 | Jogos Olímpicos                           | 10°             |                 |                 |                  |                   |                    |                  |                 |
| 2013 | Campeonato Mundial de Ginástica Artística | 5°              |                 |                 |                  |                   | 5º                 |                  |                 |
| 2014 | Campeonato Mundial de Ginástica Artística | 7º              | 6º              |                 |                  |                   | 5º                 |                  |                 |
| 2016 | Copa do Mundo - São Paulo                 |                 |                 |                 | Medalha de prata |                   | Medalha de prata   |                  | Medalha de ouro |
| 2016 | Copa do Mundo - Anadia                    |                 |                 |                 | 8º               |                   | Medalha de prata   | 8º               |                 |
| 2016 | Jogos Olímpicos                           | 9º              | 6º              |                 |                  |                   |                    |                  |                 |